# Zhani Ciko
Zhani Ciko, född den 8 december 1945 i Gjirokastra i Albanien, är en albansk dirigent och violinist. 
Ciko studerade 1967 vid statskonservatoriet i Tirana, som numera kallas för Akademin för de sköna konsterna. Efter många års solokarriär som violinist och konsertmästare blev han 1973 direktör för Tiranas symfoniorkester. 1989 undervisade han i violin vid konstskolan Jordan Misja i Tirana och blev sedermera dess direktör. Han har sedan 1989 varit direktör och dirigent för RTSH:s symfoniorkester.